# The Dukes of Hazzard
The Dukes of Hazzard (Os 3 Duques (título em Portugal) ou Os Gatões (título no Brasil)), foi uma série de televisão norte-americana criada por Gy Waldron, exibida originalmente de 1979 a 1984 no canal CBS. O seriado começou como uma adaptação de um filme que Waldron fez sobre traficantes de moonshine, Moonrunners (1975). Mais tarde a série inspirou um filme em 2005.

## Enredo
A série se passava no Condado de Hazzard, uma cidadezinha do interior do estado da Geórgia, em que os irmãos Luke (Tom Wopat) e Bo Duke (John Schneider) viviam no rancho de seu tio Jesse (Denver Pyle) junto da prima Daisy (Catherine Bach). Jesse tinha conseguido liberar os irmãos após eles serem presos traficando uísque clandestino, e em um acordo com o governo para impedir que eles para a prisão, ambos não podiam ser novamente apanhados com qualquer prova, que os incriminassem por qualquer crime, ou provas pelos quais eles foram anteriormente acusados, no caso comercializar bebidas ilegais e portar armas de fogo. Porém os Dukes sempre acabam se envolvendo em negócios ilegais que os deixam em conflito com as autoridades locais, especialmente o corrupto Chefe Hogg (Sorrell Booke) e o atrapalhado xerife Rosco P. Coltrane (James Best), geralmente fugindo em seu carro, um Dodge Charger apelidado "General Lee".